# Child Rocks
Child Rocks är en kulle i Antarktis. Den ligger i Östantarktis. Australien gör anspråk på området.
Terrängen runt Child Rocks är mycket platt. Trakten är obefolkad. Det finns inga samhällen i närheten. 